# Longobardi
Longobardi är en ort och kommun i provinsen Cosenza i regionen Kalabrien i Italien. Kommunen hade 2 355 invånare (2018).